# Servicio Rural y Urbano Marginal de Salud
El Servicio Rural y Urbano Marginal de Salud (SERUMS) es una política de estado del Gobierno del Perú, destinada a enviar profesionales sanitarios recién titulados y colegiados a las zonas rurales más necesitadas del Perú con el fin de brindar servicios diversos a la población. La prestación del servicio constituye requisito indispensable para ocupar cargos en entidades públicas, ingresar a los programas de segunda especialización profesional y recibir becas estatales u otras ayudas equivalentes. Fue establecida mediante Ley N° 23330.

## Historia
Durante el gobierno revolucionario de Juan Velasco Alvarado, se estableció en 1972 el Servicio Civil de Graduandos en Ciencias de la Salud (SECIGRA-Salud) como piloto del servicio social de graduandos.
En 1977, debido a la urgencia de responder a la problemática de la vivienda y saneamiento, el gobierno de Francisco Morales Bermúdez extendió el Servicio Civil de Graduandos a los campos del urbanismo y la construcción. Por ley 21824 se creó el SECIGRA-Vivienda. 
En 1981, el SECIGRA-Salud cambiaría de denominación a Servicio Rural y Urbano Marginal De Salud (SERUMS) con una reglamentación establecida en el año 1997.
En 1992, de la misma manera que para la vivienda y la salud, se creó el SECIGRA-Derecho mediante ley 25647. De carácter obligatorio en un inicio, el SECIGRA-Derecho pasó a ser facultativo en el 2002.

## Normativa
La ley establece que el SERUMS representa un «requisito indispensable para ocupar cargos en entidades públicas, ingresar a los programas de segunda especialización profesional y recibir del Estado beca u otra ayuda equivalente para estudios o perfeccionamiento». El reglamento incluye a los siguientes profesionales: médicos, odontólogos, enfermeros, obstetras, químico-farmacéuticos, nutricionistas, tecnólogos médicos, asistentes sociales, biólogos, psicólogos, veterinarios e ingenieros sanitarios.

## Evaluación
Para acceder al SERUMS (en el caso de los alumnos de la carrera de Medicina Humana), es necesario aprobar el Examen Nacional de Medicina, inicialmente supervisado por una organización independiente. Este examen constaba de 200 preguntas y, según un estudio de Acta Médica Peruana, entre 2009 y 2019, el 40 % de los candidatos desaprobaron el examen. En el estudio, la Universidad César Vallejo fue la institución donde el 70 % de los estudiantes de medicina no aprobaron el examen.
En 2024, se propuso eliminar esta exigencia para ingresar al servicio. Esta propuesta se concretó en ese año y fue reemplazada por un nuevo sistema de evaluación a cargo exclusivamente del Ministerio de Salud. No obstante, fue criticada por la Asociación Peruana de Facultades de Medicina por tener un conflicto de intereses entre las instituciones de educación privada y el ministerio. Debido a la escasa garantía de que los mejores calificados puedan realizar sus prácticas, algunas universidades, como la UNMSM, se negaron a participar en el nuevo examen a cargo del Minsa.
En la prueba de SERUMS de 2024, el 69 % de los 11 776 candidatos no la aprobaron. El congresista Waldemar Cerrón propuso eliminar el sistema de meritocracia y pasar a un sorteo. En la prueba del año siguiente, el 35 % de los 10 000 candidatos no la aprobaron, aunque se denunciaron irregularidades por parte de los postulantes.

## Renumeración
Según el médico Percy Mayta, en 2024 el 63 % de las casi 8000 plazas no llevó ningún tipo de remuneración e incluso habría que pagar para trabajar en las zonas rurales del país.